# The Way We Walk — Live in Concert
The Way We Walk — Live in Concert — концертное видео британской рок-группы Genesis, записанное 8 ноября 1992 года в выставочном центре Эрлс Корт, Лондон, Великобритания, в рамках прощального тура We Can't Dance Tour.
В мае 2020 года концерт был доступен на официальном канале группы на Youtube.

## О релизе
Как и альбом We Can't Dance, концертная программа тура Genesis была несколько смещена в сторону прогрессивного стиля группы в сравнении с их предыдущими работами; наряду с известными хитами в треклист выступления вошло немало продолжительных композиций. Попурри «In the Cage Medley» (представлявшее раннее творчество группы) для данного тура было заменено на другое, более продолжительное и охватывающее период с 1971 по 1986 год. С альбома We Can’t Dance было исполнено 7 композиций.
Это первый концерт Genesis, изданный на DVD. Он был издан в формате двойного DVD, содержавшего такие бонусы как доступ ко всем камерам, фотогалерею, комментарии и интервью с группой (рецензент журнала Classic Rock охарактеризовал данное издание как «эталон, по которому можно мерить и другие релизы»). В 2009 году концерт был переиздан со звуковой дорожкой 5.1 как часть бокс-сета Genesis Movie Box 1981–2007 в формате одинарного DVD и без дополнительных возможностей.

## Список композиций
выступление:
1. «Land of Confusion» *
2. «No Son of Mine»
3. «Driving the Last Spike» (часть 2) *
4. «Old Medley» («Dance on a Volcano» / «The Lamb Lies Down on Broadway» / «The Musical Box» / «Firth of Fifth» / «I Know What I Like» / «That’s All» / «Illegal Alien» / «Your Own Special Way» / «Follow You Follow Me» / «I Know What I Like» (реприза))
5. «Fading Lights» *
6. «Jesus He Knows Me»
7. «Dreaming While You Sleep»
8. «Home by the Sea / Second Home by the Sea»
9. «Hold on My Heart»
10. «Domino»
11. «The Drum Thing (Drum Duet)»
12. «I Can't Dance»
13. «Tonight, Tonight, Tonight» *
14. «Invisible Touch» *
15. «Turn It On Again»

* — исполнено на полтона ниже, чтобы компенсировать понижающийся голос Коллинза
дополнения:
- интервью с Коллинзом, Резерфордом и Бэнксом;
- подключение к 16 различным камерам по ходу концерта
- фотографии
- маршрут тура
- комментарии Бэнкса, Коллинза и Резерфорда

## В записи участвовали
- Фил Коллинз — вокал, ударные;
- Майк Резерфорд — гитары, бас-гитара, бэк-вокал;
- Тони Бэнкс — клавишные, бэк-вокал

сессионные музыканты:
- Дэрил Стёрмер — гитары, бас-гитара, бэк-вокал;
- Честер Томпсон — ударные